# دره یاس
دره یاس، روستایی از توابع بخش ناغان شهرستان کیار در استان چهارمحال و بختیاری است.

## جمعیت
این روستا در دهستان مشایخ قرار دارد و براساس سرشماری مرکز آمار ایران در سال ۱۳۸۵، جمعیت آن ۳۲۹ نفر (۷۶خانوار) بوده‌است.